# Coschütz (Elsterberg)
Coschütz ist ein Ortsteil der Stadt Elsterberg im Vogtlandkreis (Sachsen). Der Ort mit den zu ihm gehörigen Siedlungen Rückisch, Thürnhof und Feldwiese und den Ortsteilen Losa (mit Wipplas) und Scholas wurde am 1. Januar 1994 nach Elsterberg eingemeindet. Im Gegensatz zum Hauptort Elsterberg war Coschütz zwischen 1952 und 1992 nicht von der Umgliederung in den Kreis Greiz im Bezirk Gera bzw. ab 1990 im Freistaat Thüringen betroffen.

## Geographie

Gliederung der Stadt Elsterberg

### Geographische Lage und Verkehr
Coschütz liegt östlich des Stadtkerns von Elsterberg auf einer Anhöhe. Die Weiße Elster liegt zwischen Coschütz und Elsterberg. Westlich von Coschütz befindet sich der 407 m hohe Kriebelstein. Coschütz befindet sich im Osten des Naturraumes Vogtland (Mittelvogtländisches Kuppenland) im sächsischen Teil des historischen Vogtlands. Im Nordwesten grenzt Coschütz an Thüringen (thüringisches Vogtland). 
Die in der Ortsflur verlaufenden Bäche Coschützer Lohbach und Ölzschbach entwässern in die Weiße Elster. Der Siedlungsteil Rückisch im südöstlichsten Zipfel der Gemarkung grenzt an das Waldgebiet des Kuhbergs (510 m ü. NHN), welcher die höchste Erhebung des nördlichen Vogtlands darstellt. Durch Coschütz verläuft die Staatsstraße 298.
Coschütz ist mit der TaktBus-Linie 84 des Verkehrsverbunds Vogtland zweistündlich mit Netzschkau, Reichenbach und Elsterberg verbunden. Diese Linie bindet in Netzschkau auf die PlusBus-Linie 80 durch, die am Postplatz in Reichenbach am Rendezvous-Knoten teilnimmt und Anschlüsse in die ganze Stadt bietet.

### Ortsgliederung
Der Hauptort Coschütz befindet sich im Zentrum der Gemarkung. Den Ostteil des Kernorts nimmt das Gelände des einstigen Ritterguts Thürnhof ein („Zur Eichleite“). ⊙
Zum Ortsteil Coschütz gehören weiterhin folgende Siedlungen:
- Feldwiese in der westlichen Gemarkung, südwestlich von Coschütz. Die Siedlung entstand auf dem Gelände des Ritterguts Coschütz und geht im Nordosten relativ nahtlos in Coschütz über. ⊙
- Rückisch, ehemaliges Vorwerk in der südöstlichen Gemarkung ⊙

### Nachbarorte
| Sachswitz  |                                             | Kleingera mit Reuth |
| Elsterberg | Kompassrose, die auf Nachbargemeinden zeigt | Brockau             |
|            | Losa mit Wipplas                            | Reimersgrün         |

## Geschichte

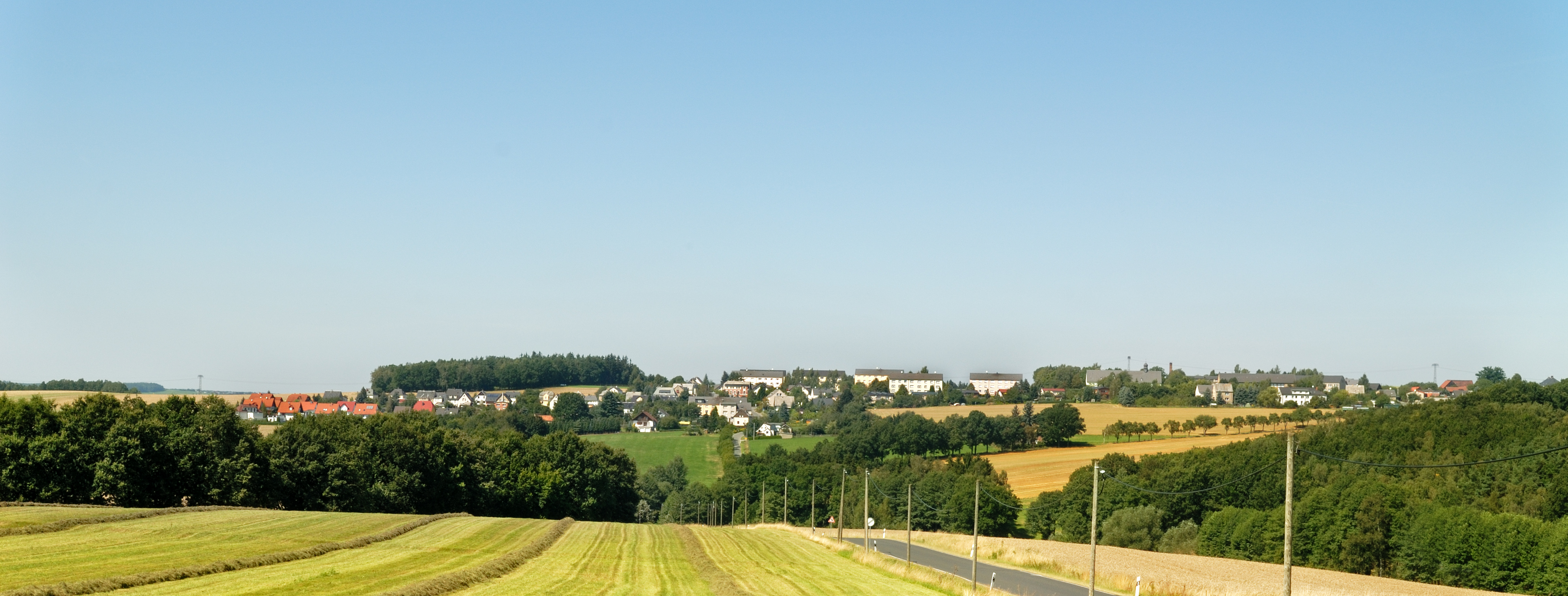
Blick auf Coschütz aus Richtung Wipplas. Rechts Coschütz, links der Straße der frühere Ortsteil Feldwiese, August 2009

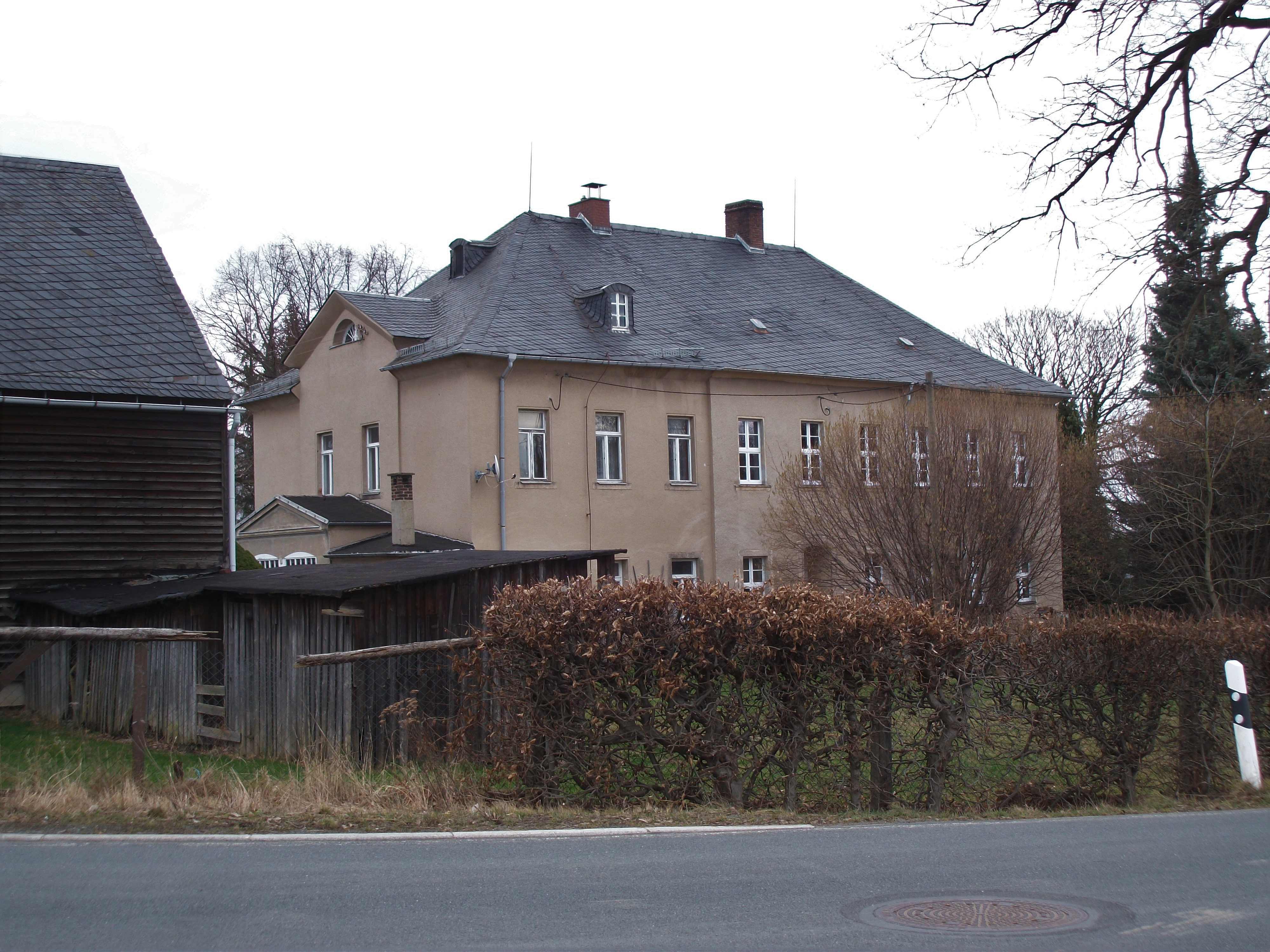
Rittergut Coschütz (Elsterberg)

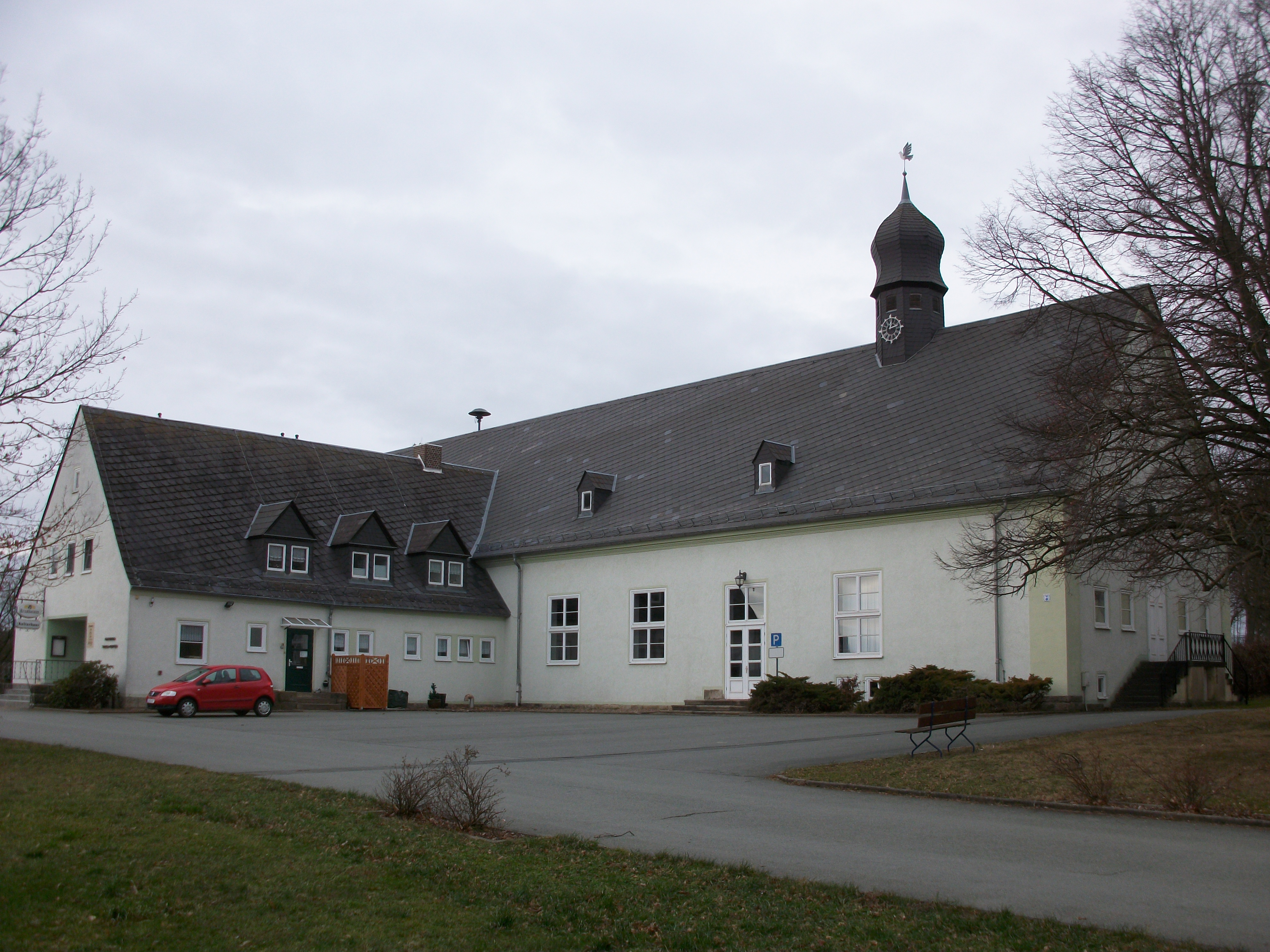
Kulturhaus Thomas Müntzer (Coschütz (Elsterberg))

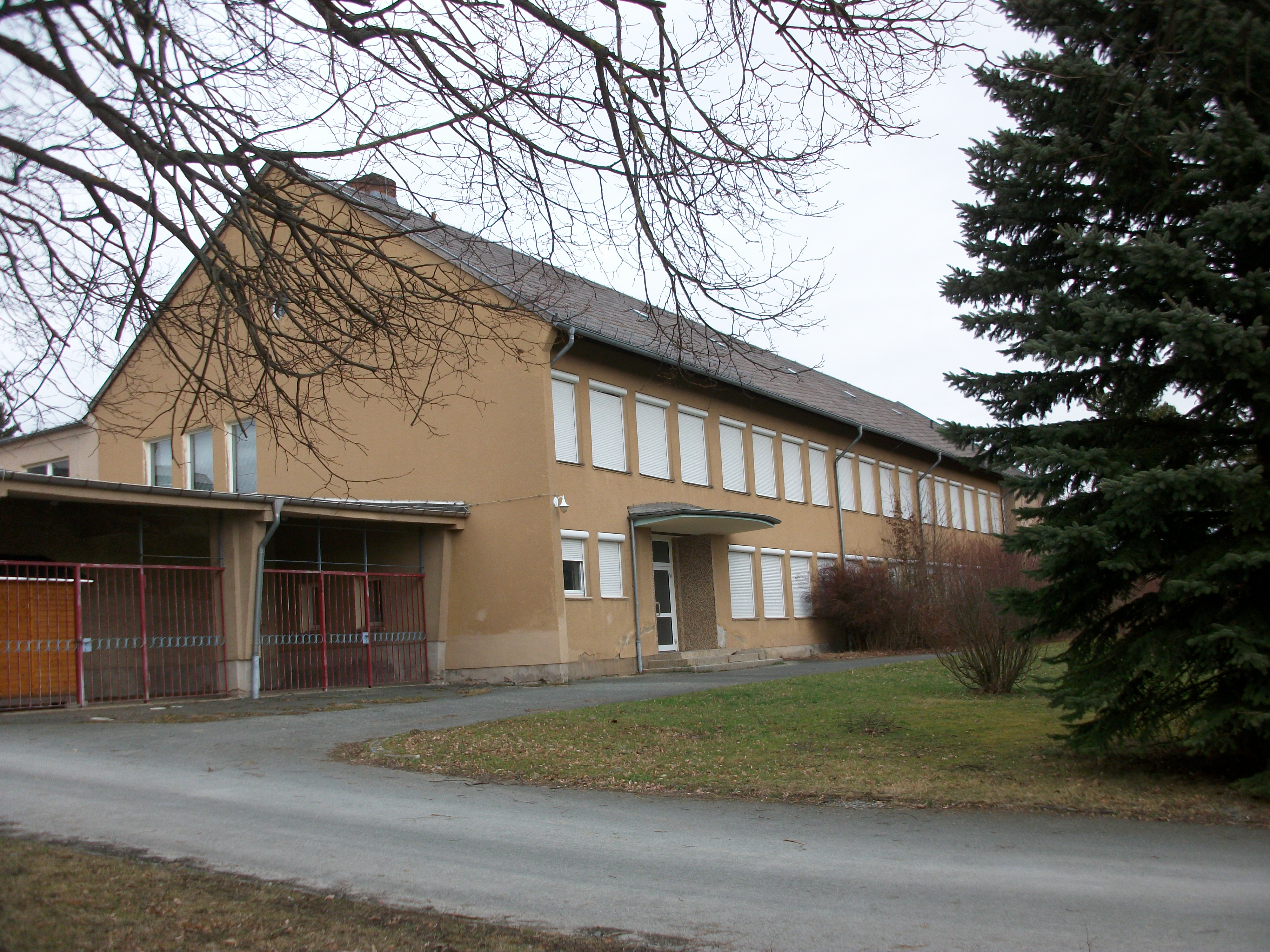
Ehemalige Schule von Coschütz (Elsterberg)

In der Flur von Coschütz bestand vermutlich schon im 14. Jahrhundert ein adliges Gut, welches auf die Herren von Coziz zurückgeht und im 14. Jahrhundert den Lobdeburgern als Herren von Elsterberg gehörte. Coschütz war somit Teil der Herrschaft Elsterberg, die als Folge des Vogtländischen Krieges von 1354–57 von den Lobdeburgern unter die Lehenshoheit der Wettiner kam und im 16. Jahrhundert in das Amt Plauen eingegliedert wurde.
Die Herren von Bünau gründeten aus Vorwerken des Besitzes Elsterberg heraus im Jahr 1495 die Rittergüter Thürnhof und Coschütz (1533 als Kositz erwähnt). Das Rittergut Coschütz verblieb bis 1636 im Besitz der Familie von Bünau, bis es Heinrich von Bünau an Carol von Bose verkaufte. Ab 1784 war das Rittergut Coschütz im Besitz der Familie Adler, unter welcher im Jahr 1828 der Bau des Herrenhauses erfolgte. Auf dem Boden des Ritterguts Coschütz wurde um 1642 die Siedlung Feldwiese mit 9 Häuslern angelegt, die sich rasch vergrößerte. Zur Grundherrschaft des Ritterguts Coschütz gehörten neben der Siedlung Feldwiese eine Mühle, eine Schäferei, eine Ziegelei und anteilig die Dörfer Losa, Brockau und Kleingera. Das Rittergut Thürnhof verblieb länger als das Rittergut Coschütz im Besitz derer von Bünau. Christiane Amalie Henriette von Bünau brachte es um 1750 in die Ehe mit Christian Sigismund von Schlieben. Wiederum durch Eheschließung kam das Rittergut Thürnhof im Jahr 1839 an die Familie Günther. Südöstlich des Ritterguts Thürnhof ist seit 1764 das zur Grundherrschaft Thürnhof gehörige Vorwerk Rückisch nachweisbar. Weiterhin gehörten zur Grundherrschaft Thürnhof die Orte Reimersgrün, Görschnitz (sächs. Ant.), Wipplas und Anteile von Brockau, Buchwald, Pfaffengrün und Gippe.
Im 19. Jahrhundert bildete sich aus den Siedlungen Coschütz, Feldwiese und Rückisch die Landgemeinde Coschütz, welcher der Gutsbezirk Thürnhof politisch am 1. April 1921 angegliedert wurde. Kirchlich sind die Ortsteile seit jeher nach Elsterberg gepfarrt. Politisch gehörten sie bis 1856 zum kursächsischen bzw. königlich-sächsischen Amt Plauen. 1856 wurde Coschütz dem Gerichtsamt Elsterberg und 1875 der Amtshauptmannschaft Plauen angegliedert. Das Rittergut Coschütz wurde im Jahr 1929 von Lina Marie Adler an die Stadt Elsterberg veräußert. Im Jahr 1934 erfolgte die Aufteilung des Coschützer Ritterguts durch die Sächsische Bauernsiedlungs GmbH. Die Familie Günther, Besitzer des Ritterguts Thürnhof, wurde im Zuge der Bodenreform in der Sowjetischen Besatzungszone ab 1945 enteignet. Nachdem 1947 Umbauten vorgenommen wurden, erfolgte ab 1950 eine Nutzung durch die LPG. Während das Rittergut Thürnhof in der Gegenwart leer steht, befindet sich das Rittergut Coschütz in Privatbesitz und wird bewohnt.
Durch die zweite Kreisreform in der DDR kam die Gemeinde Coschütz mit den Siedlungsteilen Feldwiese, Thürnhof und Rückisch im Jahr 1952 zum Kreis Reichenbach im Bezirk Chemnitz (1953 in Bezirk Karl-Marx-Stadt umbenannt). Die Eingemeindung von Losa mit Wipplas erfolgte am 1. April 1974. Scholas wurde am 1. Januar 1979 ein Ortsteil von Coschütz.
Ab 1990 gehörte die Gemeinde Coschütz mit ihren Ortsteilen zum sächsischen Landkreis Reichenbach. Am 1. Januar 1994 erfolgte die Eingemeindung von Coschütz in die Stadt Elsterberg, wodurch die einstige Gemeinde vom Landkreis Reichenbach in den Landkreis Plauen wechselte. Die Postleitzahl von Coschütz änderte sich dadurch von 08491 auf 07985. Elsterberg wiederum war auf Grundlage des Staatsvertrages zwischen Thüringen und Sachsen am 1. April 1992 vom thüringischen Landkreis Greiz in den sächsischen Landkreis Plauen gewechselt. Lediglich bezüglich der Postleitzahl gehört die Stadt bis heute zum „thüringischen“ Postleitzahlengebiet „07“, zu dem nun auch Coschütz gehört. Seit 1996 liegt Coschütz als Ortsteil der Stadt Elsterberg im Vogtlandkreis. Seit der Verlegung der Grundschule nach Elsterberg im Jahr 2010 gibt es in Coschütz keine Schule mehr.